# 75562 Wilkening
75562 Wilkening è un asteroide della fascia principale. Scoperto nel 1999, presenta un'orbita caratterizzata da un semiasse maggiore pari a 2,5471961 au e da un'eccentricità di 0,1072633, inclinata di 11,70049° rispetto all'eclittica.
L'asteroide è dedicato all'astrofisica statunitense Laurel L. Wilkening.